# اقتصاد العراق
يبلغ حجم الاقتصاد العراقي 223 مليار دولار لعام 2015 يعتمد الاقتصاد العراقي اعتماداً كلياً على القطاع النفطي حيث يكون 95% من إجمالي دخل العراق من العملة الصعبة. كلف حرب الخليج الأولى ما يُقدّر بحوالي 100 مليار دولار من الخسائر وكان العراق مُثقلا بالديون بعد انتهاء الحرب وكانت العوامل الإقتصادية لها الدور الأكبر في خوض العراق حرب الخليج الثانية بعد سنتين من انتهاء حرب الخليج الأولى وزادت الحرب الثانية من مشاكل العراق الإقتصادية حيث فرض حصار اقتصادي على العراق منذ 6 أغسطس 1990 حتى 21 أبريل 2003.
اعتمد العراق أثناء فترة الحصار اعتمادا كبيرا على برنامج النفط مقابل الغذاء الذي بدأ تطبيقه في عام 1996 وساهمت برفع جزئي لمعاناة المواطن العراقي، استمر هذا البرنامج لسدة دورات فترة كل منها كانت 6 أشهر حيث سمح للعراق ببيع جزء من نفطه لشراء المواد الغذائية والمستلزمات الطبية ومواد يمكن استعمالها في إعادة بناء جزئي لمرافق الخدمات في العراق وقد اكتشف لاحقا أن هذا البرنامج عانى كثيرا من مشاكل الفساد الإداري حيث تورط موظفون كبار من الأمم المتحدة في قضايا رشوات واختلاس كانت نتيجتها وصول جزء بسيط من هذه الأموال إلى المواطن العراقي البسيط.
في عام 2000 اتخذ العراق قرارا بالتعامل بعملة اليورو بدلا من الدولار الأمريكي في صفقات مبيعاتها من النفط. قبل غزو العراق 2003 وصل إنتاج العراق إلى 3/4 ما كان عليه قبل حرب الخليج الثانية وكانت الأمم المتحدة تستقطع 28% من أموال صادرات النفط العراقية لحساب موظفي الأمم المتحدة والعمليات الإدارية المتعلقة ببرنامج النفط مقابل الغذاء.
عند مجيؤ بول بريمر وسلطة الائتلاف الموحدة اتخذت السلطة مجموعة من القرارات نحو تشجيع وتطبيق القطاع الخاص في العراق أو ما يسمى بالخصخصة وخاصة في قطاع النفط وسمح بول بريمر بالامتلاك الكامل لشركات غير عراقية لمصالح في العراق وفرض على هذه الشركات الأجنبية ضرائب نسبتها 15% ولكن هذه الخطط والقرارات الأقتصادية لم تطبق من قبل الحكومات التي أتت بعد سلطة الائتلاف الموحدة وهي على الترتيب مجلس الحكم في العراق والحكومة العراقية المؤقتة والحكومة العراقية الانتقالية ومن المقرر تطبيق قرارات الخصخصة هذه في عام 2006.
أحد العقبات الرئيسية في استرداد اقتصاد العراق لعافيته هي الديون الضخمة التي يدين بها العراق نتيجة حرب الخليج الأولى وحرب الخليج الثانية وقد حاول بعض المسؤولين العراقيين إلغائها لأنها وحسب قولهم كانت نتيجة «تصرفات النظام السابق» إلا أن هذا الطرح لم تلقى آذان صاغية من الدول التي تطالب بديونها. في 20 نوفمبر 2005 وافق Paris Club of official creditors على مسح 80% من ديون العراق الخارجية أي مبلغ مقداره 100 مليار دولار على أن يطبق في فترة زمنية قدرها 3 سنوات وبحسب هذا الإتفاق تخلص العراق من 75 مليار دولار من ديونه بحلول 2006.

## ارقام عن اقتصاد العراق حسب إحصاءات 2004
- العملة: دينار عراقي.
- معدل الدخل الوطني سنويا: 89.9 مليار دولار
- ترتيب العراق من حيث معدل الدخل الوطني: 60
- معدل دخل الفرد سنويا: 3,500 سنويا
- نسبة التضخم: 25.4%
- القوة العاملة: 6.7 مليون شخص
- نسبة البطالة: 25% إلى 30%
- قيمة الصادرات العراقية سنويا: 10.1 مليار دولار
- الدول المستوردة من العراق: الولايات المتحدة (54.7%)، كندا (9.8%)، إيطاليا (8.8%)، تايوان (4.2%)، الأردن (4.2%)
- الديون المتبقية: 125 مليار دولار إلا أن النسبة الأكبر من هذه الديون اطفئت.
- إنتاج الكهرباء: 32,600 GWh
- استهلاك الكهرباء: 33,700 GWh
- إنتاج النفط: 2.25 مليون برميل في اليوم
- استهلاك النفط: 383,000 برميل يوميا
- التصدير: النفط (83.9%)، مواد خام غير النفط (8%)، منتوجات حيوانية ومواد غذائية (5%)

## بنوك ومؤسسات مالية عراقية
- البنك المركزي العراقي
- مصرف الوركاء
- المصرف الزراعي التعاوني العراقي
- المصرف الصناعي العراقي
- المصرف العراقي الإسلامي
- المصرف العراقي للتجارة
- المصرف العقاري العراقي
- سوق العراق للأوراق المالية
- مصرف البصرة الدولي للاستثمار
- مصرف الخليج التجاري
- مصرف الرافدين
- مصرف الرشيد
- مصرف العراق
- مصرف بابل
- مصرف بغداد
- مصرف دار السلام للاستثمار
- هيئة الأوراق المالية العراقية

## الزراعة
نظراً لغنى أرض العراق بالمياه في السابق، كان قطاع الزراعة يشكل جزء مهم في الاقتصاد العراقي إلى وقت قريب. وأهم المنتجات هي البذور، والحبوب، والتمور، والخضروات والفاكهة. وتتركز المناطق الزراعية حول نهري دجلة والفرات وفروعها المنتشرة في البلاد.لكن الجفاف الذي ضرب وسط وجنوب العراق بسبب التغيرات المناخية أدى إلى تراجع الزراعة بشكل كبير في العراق في الوقت الراهن.

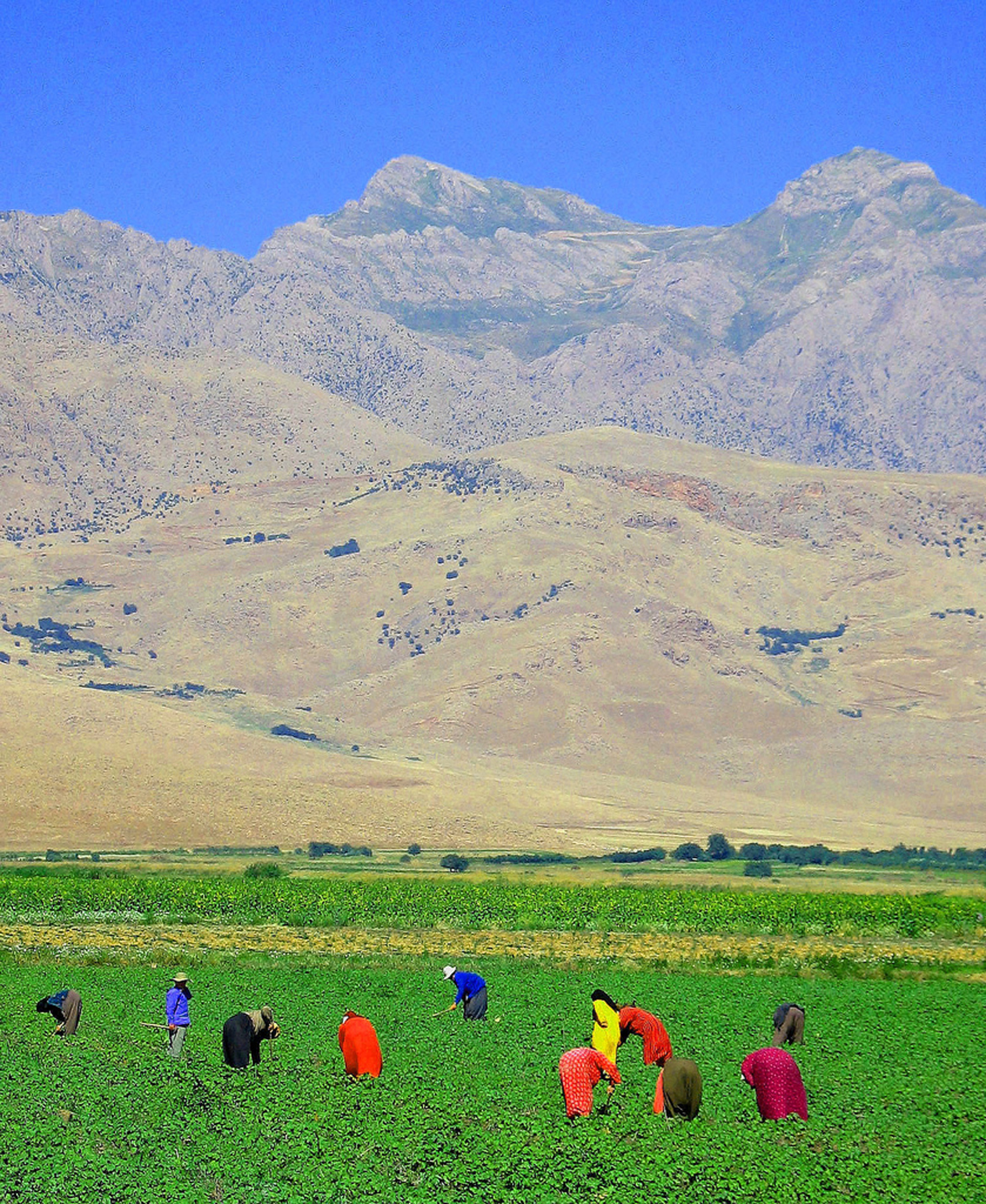
القرى الكردية العراقية في الميدان. الزراعة هي أكبر رب عمل في البلاد.

تاريخيا، من 50 إلى 60 في المئة من الأراضي الصالحة للزراعة في العراق ما زال تحت زراعة. وبسبب السياسات العرقية والأراضي الزراعية القيمة في إقليم كردستان لم يسهم في دعم الاقتصاد الوطني، والسياسات الزراعية غير متناسقة في عهد صدام حسين يشجع الإنتاج المحلي في السوق. على الرغم من مواردها من الأراضي والمياه وفيرة، والعراق هو المستورد الصافية للأغذية. في إطار الأمم المتحدة النفط مقابل الغذاء، استورد العراق كميات كبيرة من منتجات الحبوب اللحوم والدواجن، والألبان. ألغت الحكومة برنامجها الجماعية مزرعة في عام 1981، والسماح بدور أكبر للقطاع الخاص في قطاع الزراعة.
الدولية للنفط مقابل الغذاء (1997-2003) خفض مزيد من الإنتاج الزراعي من خلال توفير المواد الغذائية بأسعار الخارجية بشكل مصطنع. فعل العمل العسكري من عام 2003 أضرار طفيفة لقطاع الزراعة العراقي، وبسبب الظروف المناخية المواتية، في تلك السنة كان إنتاج الحبوب بنسبة 22 في المئة عما كان عليه في عام 2002. على الرغم من استمرار النمو في عام 2004، وتوقع الخبراء ان العراق سيكون من الدول المستوردة للمنتجات الزراعية في المستقبل المنظور. خطط طويلة الأجل دعوة للاستثمار في الآلات الزراعية والمواد والمحاصيل وافرة أكثر أصناف-التحسينات التي لم تصل إلى المزارعين في العراق في ظل نظام صدام حسين. في عام 2004 كانت المحاصيل الزراعية الرئيسية القمح والشعير والذرة والأرز والخضروات والتمور، والقطن، والنواتج الرئيسية هي الماشية والأغنام والماشية.
المصرف الزراعي التعاوني، يبلغ رأسماله حوالي 1 G $ - بحلول عام 1984، أهدافه منخفضة الفائدة، وانخفاض ضمانات القروض للمزارعين خاصة للمكننة ومشاريع الدواجن، وتنمية البساتين. الأبقار الحديثة الكبيرة، ومنتجات الألبان، ومزارع الدواجن هي قيد الإنشاء. العقبات التي تعترض التنمية الزراعية وتشمل النقص في اليد العاملة، وإدارة غير كافية والصيانة، والتملح، والهجرة إلى المدن، والاضطرابات الناجمة عن الإصلاح الزراعي السابقة، وبرامج العمل الجماعي.
ساهم استيراد العمالة الأجنبية ودخول المزيد من النساء إلى مجالات العمل التقليدية للرجال في تعويض النقص الحاد في اليد العاملة في القطاعين الزراعي والصناعي، والذي تفاقم نتيجة آثار الحرب. ومع ذلك، أدت محاولة فاشلة لتجفيف أهوار جنوب العراق وتحويلها إلى أراضٍ مروية إلى تدمير مصادر الغذاء الطبيعية في المنطقة. كما أدى تراكم الأملاح والمعادن في التربة نتيجة الاستنزاف إلى جعل الأراضي غير صالحة للزراعة.
في شرق قضاء المدائن، جنوب شرق بغداد، قام مئات من صغار المزارعين بتأسيس جمعية "المدائن الخضراء للتنمية الزراعية"، وهي تعاونية توفر لأعضائها تقنيات الزراعة الحديثة مثل الري بالتنقيط والبيوت البلاستيكية، بالإضافة إلى تسهيلات ائتمانية.

### الحراجة وصيد الأسماك، والتعدين
في جميع أنحاء استغلال القرن العشرين، الإنسان، والزراعة المتنقلة، وحرائق الغابات، والرعي الجائر غير المنضبط المعري لمناطق واسعة من الغابات الطبيعية للعراق، والتي كانت في عام 2005 على وجه الحصر تقريبا محصورة في المرتفعات الشمالية الشرقية. معظم الأشجار الموجودة في تلك المنطقة ليست مناسبة لقطع الاخشاب. في عام 2002 كانت تحصد ما مجموعه 112,000 متر مكعب من الخشب، ما يقرب من نصف والذي تم استخدامه كوقود.
على الرغم من الأنهار العديدة، ظلت صناعة صيد الأسماك في العراق صغيرة نسبيا، ويعتمد بشكل كبير على الأنواع البحرية في الخليج العربي. في عام 2001 كان 22800 طن من الصيد.
وبصرف النظر عن النفط والغاز، فقد اقتصر صناعة التعدين في العراق لاستخراج كميات صغيرة نسبيا من الفوسفات (في عكاشات)، والملح، والكبريت (قرب الموصل). منذ فترة مثمرة في السبعينات، وأعاق صناعة التعدين بسبب الحرب العراقية الإيرانية (1980-1988)، وعقوبات الحصار الإقتصادي والاحتلال عام 2003.

## الصناعة
تتنوع الصناعات في العراق وتتسم الصناعة العراقية بالجودة رغم قدم المصانع والمكائن والظروف التي مر بها العراق. ومن هذه الصناعات صناعة المواد الإنشائية والبتروكيمياويات والتبغ والجلود وتوجد خطط قيد الدراسة حاليا لدعم الصناعة المحلية مع فتح باب الاستثمارات.
تصنف الصناعة في جمهورية العراق إلى صنفين رئيسيين هما:
1 _ الصناعة الاستخراجية:
وتشمل استخراج النفط والغاز الطبيعي والمعادن كالكبريت في المشراق والگياره والفوسفات في حقول عكاشات لاستخراج الفوسفات بالإضافة إلى غيره من الصناعات.
2 _ الصناعة التحويلية والتي بدوره تنقسم إلى خمس اصناف رئيسية هي:
أ _ الصناعات الغذائية:
ب _ صناعة النسيج والجلود:
ج _ صناعة مواد البناء:
د _ الصناعات الكيماوية:
ه _ الصناعات المعدنية الاساسية:

## النفط

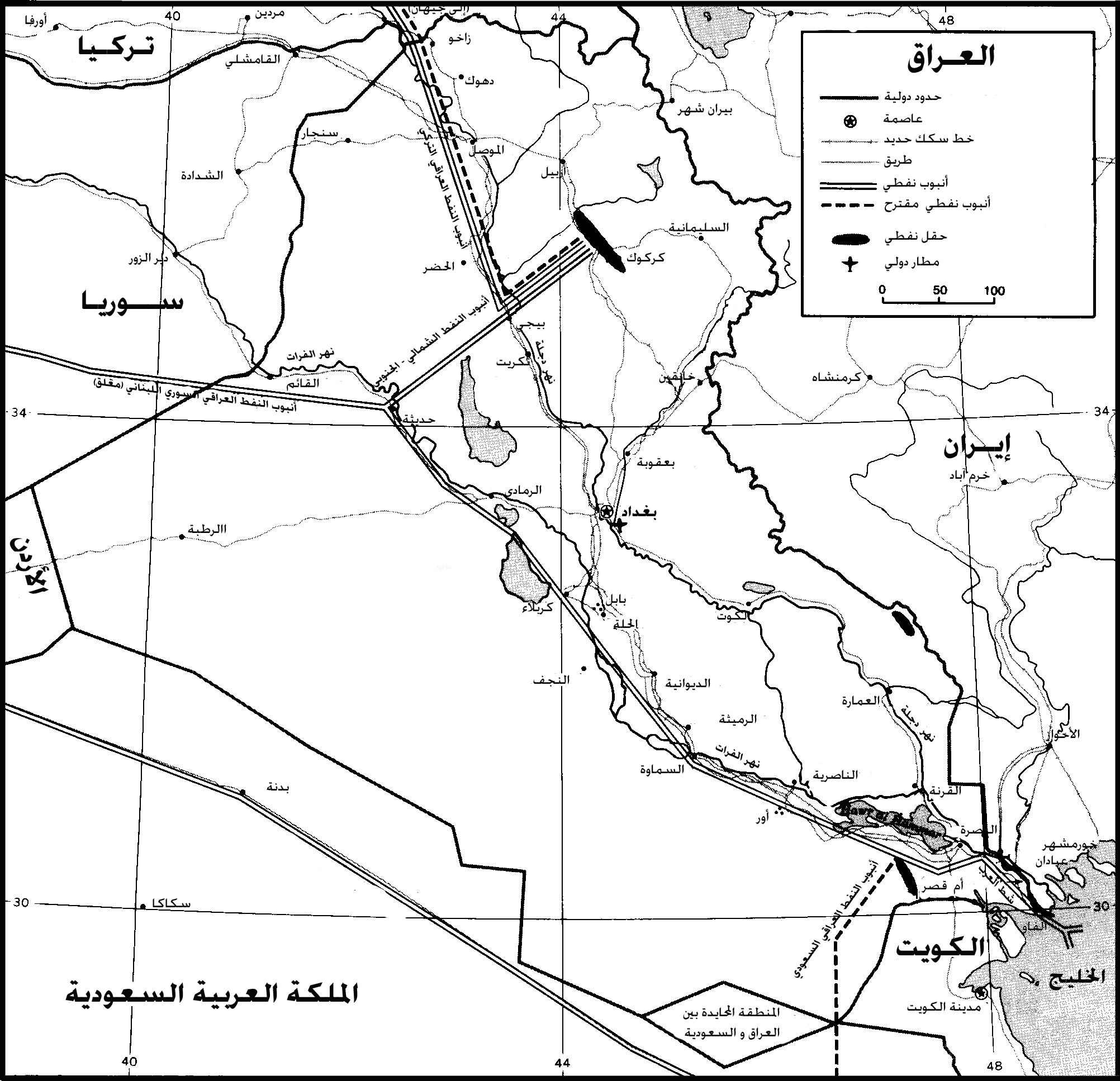
البنية التحتية النفطية في العراق عام 1987.

يعتمد الاقتصاد العراقي اعتماداً شديداً على النفط. فاقتصاده نفطي في المقام الأول، إلا أن النفط لا يشكل المورد الوحيد كباقي دول الخليج العربي، وهو من الدول المؤسسة لمنظمة الأوبك وبدأت صناعته منذ عام 1925. وقد بدأ الإنتاج في حقل بابا گرگر في كركوك بعد عامين من ذلك التاريخ وتوالي في الحقول الأخرى وتم تأميمه في عام 1972. وقبل التأميم اتبعت شركات الامتياز النفطي العاملة سياسة معاقبة العراق بالحد من إنتاجه والتقليل من حصته في الأسواق العالمية خاصة بعد ثورة 14 تموز 1958 وسن قانون رقم 80 لعام 1961 والمعروف بقانون الاستثمار المباشر. وبالرغم من الحظر الذي كانت يتعرض له العراق منذ عام 1990، إلا أن العائدات الإجمالية للصادرات النفطية العراقية (أبيض + أسود) قدرت في عام 2000 بأكثر من 20 مليار دولار، وكان إنتاج النفط حتى قبل الغزو الأمريكي للعراق ما لا يقل عن مليوني برميل يومياً، وطاقته التكريرية فاقت 500 ألف برميل لكل يوم عن طريق أكبر عدد لمصافي النفط والتي بلغت ـ مقارنة بكل دول الوطن العربي ـ 12 مصفاة في عام 2000. وقد وصل إجمالي العائدات النفطية العراقية سنة 1989 إلى 14,5 مليار دولار شكلت 99 بالمائة من دخل الصادرات. ويذكر إحصاء صدر عام 1990 أن قيمة الصادرات العراقية بلغت 10.535 مليار دولار منها 99.5 % من النفط ومصادر طاقة، بلغت حصة استيرادات الولايات المتحدة الأمريكية منها (28%).
وفي عام 1996، شكلت صادرات النفط 269 مليون دولار فقط أي ثلث صادرات العراق البالغة 950 مليون دولار.لكنها عادت بحلول عام 2001 ووصلت قيمتها إلى 15,14 مليار دولار من أصل صادرات إجمالية تصل قيمتها إلى 15,94 مليار دولار.

### احتياطي نفط العراق
وبلغ احتياطي النفط العراقي الثابت حوالي 153مليار برميل، مما يجعله ثاني أكبر خزان نفطي معروف في العالم بعد السعودية. وتجعل الاحتياطيات الثابتة والمحتملة هو بذلك ثاني دول الوطن العربي بعد المملكة العربية السعودية، ويتوقع البعض أن يفوق الاحتياطي في العراق نظيره في دول الخليج بإكمال البحث والتنقيب في الأراضي العراقية التي لم تلقَ مسحًا جيولوجيًّا كاملا. وبسبب دخول العراق في عدة حروب متتابعة، لم يتمتع العراق باستخدام التقنيات الحديثة المستعملة في التنقيب عن النفط في العالم، وعلى رأس هذه التقنيات البحث الجيولوجي بالمجسات ثلاثية الأبعاد 3D seismic وستحل هذه التقنيات محل أساليب قديمة مستخدمة منذ الثمانينيات مثل الحقن المائي (Water injection)
وتحسن نسب استخراج النفط في المكامن المكتشفة حالياً مع التقدم التكنولوجي…تجعل كميات النفط التي يمكن استخراجها في المستقبل تقدر بأكثر من 360 مليار برميل، وهذا يكفي للاستمرار بمعدل الإنتاج بالطاقة المتاحة حاليا لمدة ثلاث قرون ونصف. ويتمتع العراق بطاقات نفطية هائلة، فمن أصل حقوله النفطية الأربعة والسبعين المكتشفة والقائمة، لم يتم استغلال إلا 15 حقلاً، بحسب محللي قطاع النفط. وتحتاج الحقول النفطية المُستغلة وحدها إلى مبالغ كبيرة من الاستثمارات والإصلاحات قبل أن تستطيع استئناف الإنتاج الكامل. وقد يحتاج العراق اليوم إلى ما بين 18 شهراً وثلاث سنوات للعودة إلى مستوى الإنتاج السابق للعام 1990 والبالغ 3,5 مليون برميل يومياً.
أعلنت وزارة النفط العراقية في 1 أغسطس 2020 أن صادرات النفط لكل يوم في يوليو بلغت 2.763 مليون برميل. وبلغت عائدات الصادرات ما مجموعه 3.487 مليار دولار مع متوسط سعر البرميل 40.70 دولار.

#### مناطق تركز أحتياطي النفط العراقي
أن الجزء الأعظم من الاحتياطي النفطي العراقي يتركز في الجنوب أي بمحافظة البصرة حيث يوجد 15 حقلاً منها عشرة حقول منتجة وخمسة ما زالت تنتظر التطوير والإنتاج. وتحتوي هذه الحقول أحتياطياً نفطياً يقدر بأكثر من 65 مليار برميل، أي نسبة 59% تقريبا من إجمالي الاحتياطي النفطي العراقي. ويشكل الاحتياطي النفطي لمحافظات البصرة وميسان وذي قار مجتمعة حوالي ثمانين مليار برميل، أي نسبة 71% من مجموع الاحتياطي العراقي. أما بالنسبة لوسط وشمال البلاد فيقدر الاحتياطي النفطي الموجود في كركوك بحوالي 13 مليار برميل، أي أنه يشكل حوالي 12% من إجمالي الاحتياطي العراقي من النفط العراقي.

#### أهم حقول النفط
- حقول الجنوب:

| - حقول الرميلة في البصرة - حقل الزبير - حقل القرنة الغربي - حقول مجنون | - حقل أبو زرقان - حقل الدجيلة - حقل جبل فوقي - حقول الناصرية | - حقل نهر عمر - حقل الأحدب - حقل لهيث - حقول بزركان |

- حقول الشمال :

| - حقول عين زالة في الموصل - حقول جمبور - حقول بطمة في الموصل - حقول باي حسن في كركوك | - حقول كويسنجق - حقل الكيارة - حقل بلخانة - حقول النخيب - الانبار | - حقول بابا گرگر في كركوك - حقول خباز في كركوك - حقول حمريين - حقول جمجمال في كركوك |

## المعادن
بالإضافة إلى النفط والغاز الطبيعي فتوجد في الأرض العراقية كميات كبيرة من الفوسفات كما في حقول عكاشات المنتجة للفوسفات ويوجد الكبريت بكميات كبيرة في منطقة المشراق في محافظة نينوى وهناك ثروات غير مستغلة كاليورانيوم والزئبق الأحمر.

## الدينار العراقي
وهو العملة الرسمية في العراق ويصدر من قبل البنك المركزي العراقي. ينقسم الدينار إلى 1,000 فلس إلا أن معدلات العالية في أواخر القرن العشرين تسببت في هجر مسكوكات المعدنية التي كانت تسك بالفلس حيث أصبحت خارج التدوال.

### الدينار العراقي الجديد
عقب غزو قوات التحالف بقيادة الولايات المتحدة الأمريكية واحتلال العراق في عام 2003 قامت سلطة الائتلاف المؤقتة بإصدار دينار عراقي جديد من 15 أكتوبر 2003 إلى 15 يناير 2004 حيث كانت العملة الجديدة تطبع في مطابع ديلارو في بريطانيا وكانت طباعتها ذو مواصفات جيدة يصعب تزويرها وتم استعمالها في جميع أرجاء العراق بما فيها إقليم كردستان في شمال العراق وتمت عملية تبديل العملة حيث استبدل كل دينار مطبوع في العراق أو الصين بدينار عراقي جديد أما الدينار العراقي المطبوع في سويسرا فتم تبديله ب 150 ديناراً حديثاً. وينقسم إلى عدة فئة هي:
1 _ {250} دينار وهو أصغر فئة.
2_ {500} دينار.
3_ {1000} دينار.
4_ {5000} دينار.
5_{10000} دينار.
6_ {25000} دينار.
7_ {50000} دينار وقد أُصدر في بداية 2016 وما يزال قليلاً.
8_ {100000} دينار وهو قيد الدراسة وسوف يصدر في نهاية 2016 لكي يكتمل فئات الدينار العراقي، لكنه لم يصدر بعد .